# Faint⋆Star
Faint⋆Star（フェイントスター）は、日本の女性アイドルデュオ。2013年結成。

## 概要
2013年12月29日、agehaspringsプロデュースの音楽ユニットとしてHINAとYURIAの二人によって結成。
2014年7月29日、CDデビュー。
2017年5月よりリニューアル期間として活動を一時休止。
2017年6月29日、YURIAが脱退。

## 作品

### CDシングル
- koboreteshimattamizunoyouni（2014年7月29日）
  1. koboreteshimattamizunoyouni（作詞・作曲・編曲：KOMODA）
  2. Sleeping In Your Car（作詞：キシミカ、作曲：田中秀典、編曲：小佐井彰史）
  3. レ・ミ・ラ（作詞：松野恭平、玉井健二、作曲：orange spotting、玉井健二、編曲：orange spotting）
  4. スーパー・サマー・ワンダー（作詞：田中秀典、作曲：田中秀典、編曲：小佐井彰史）
- フィルム！フィルム！フィルム！（2015年2月3日）
  1. フィルム！フィルム！フィルム！（作詞：waka.t,・玉井健二、作曲：田中秀典、編曲：野間康介）（「プレミアMelodiX!」2015年1月度エンディングテーマ）
  2. エレクトロニックフラッシュ（作詞：玉井健二・森岡英貴、作曲：orange spotting、編曲：orange spotting,・玉井健二）
  3. メナイ（作詞：仮谷せいら、作曲・編曲：KOMODA）
  4. Tip Tap（作詞：濱名琴、作曲：楠野功太郎、編曲：釣俊輔）
- DESTRUCTION + 2 B rubbed PL4E edition（2015年11月24日）
  1. DESTRUCTION（作詞：Agree2、作曲：春尾ヨシダ、編曲：飛内将大, 玉井健二）
  2. ス　ラ　イ - Shinichi Osawa Remix -
  3. 今夜はRIDE ON TIME - HABANERO POSSE Remix -
  4. Hurly-Burly - PARKGOLF Remix -
  5. white（作詞：Agree2、作曲：orange spotting、編曲：orange spotting, 玉井健二）
- ネヴァエバ（2016年4月9日）
  - 表題曲は映画「ドクムシ」主題歌[3]

  1. ネヴァエバ
  2. Hoozuki
  3. Ms.Question
  4. ネヴァエバ - ☆Taku Takahashi Remix -
  5. DESTRUCTION - 池内ヨシカツ Remix -
- Wonder Trip／真冬のTropical Night（2017年2月15日）
  1. Wonder Trip（作詞：仮谷せいら、作曲：Jess & Kenji（give me wallets）、編曲：池内ヨシカツ, 玉井健二）
  2. 真冬のTropical Night（作詞：仮谷せいら、作曲：DAIKI、編曲：玉井健二, 釣俊輔）
  3. Wonder Trip – give me wallets Remix -
  4. Tip Tap – Orland Remix -
  5. koboreteshimattamizunoyouni - 池内ヨシカツ Remix -

### CDアルバム
- PL4E （2015年7月7日、FST-003〜004（国内盤、CD+DVD） FST-005（国内盤、CDのみ））
1st アルバム。タイトルは「PLAYLIST FOR EARTH」の意味。
内容の異なる国内盤、アメリカ盤、台湾盤、インドネシア盤をリリース[4]。
  1. Hurly-Burly
  2. メナイ
  3. Boyfriend ‒A.S.A.P- （「ランク王国」2015年6・7月度エンディングテーマ）
  4. エレクトロニックフラッシュ
  5. スライ
  6. フィルム！フィルム！フィルム！
  7. 今夜はRIDE ON TIME
  8. Sleeping in your car
  9. Lips！！
  10. koboreteshimattamizunoyouni
  11. Spilt Milk
  12. レ・ミ・ラ
  13. Tip Tap
  14. スーパー・サマー・ワンダー
  15. Boyfriend –A.S.A.P- Favourite Wild Summer Remix（好き好きサマーREMIX）

## ライブ
- Synapples2.0（2015年2月7日、豊洲Pit）- agehasprings主催ライブ
- FM FUJI Girls!Girls!Girls!（2015年2月11日、渋谷duo）
- ENNICHISAI 2015（2015年5月9日・10日、ジャカルタ）[5]
- J-POP SUMMIT 2015（2015年8月7日-9日、サンフランシスコ）[6]
- Tokyo Crazy Kawaii Bangkok（2015年8月30日、バンコクセントラルワールドプラザ）[7]
- Jogja Japan Week 2015（2015年9月3日と5日、ジョグジャカルタ）「Jogja Japan Week 2015」公式大使に任命され参加[8]
- Tokyo Sound Collection Fes.（2015年12月22日、代官山UNIT）
- バレンタイン アイドル フェス 2016（2016年2月14日、新宿ステーションスクエア）
- ギュウ農フェス Road To 栃木!!! ～栃木県への道 大キックオフ～（2016年4月10日、新木場Studio Coast）
- 3マンライブ！〜真夏のSummer Triangle〜（2016年8月13日、渋谷Glad）-  MikaRika、Kus Kusとの3マンライブ
- 1st ワンマンライブ（2016年10月7日、渋谷GLAD）
- ギュウ農フェス in うつのみや（2016年10月30日、宇都宮オリオンスクエア）- オリオンスクエア10周年記念事業
- Tokyo Sound Collection Fes. vol.2（2016年12月26日、渋谷WWW）
- 2nd ワンマンライブ（2017年2月18日、渋谷GLAD）

## 出演

### FM
- Faint⋆Star 有言実行！〜やらなきゃ何も始まらない〜（2014年8月 - 2016年10月、ソラトニワFM）- 生放送のFMラジオ番組
- Faint⋆Star Road 2 Shiny Star（2016年10月 -、ソラトニワFM）- 上記番組を引き継いだもの、2017年5月より一時休止

### ネット放送
- Faint⋆Star x 2.5D Tokyo Sound Collection（Vol.1：2014年10月28日、Vol.3：2015年12月21日、Vol.3：2015年2月21日、Vol.4：2015年5月17日）

### CM
- 雪印 恵 megumi ガゼリ菌SP株ヨーグルト「フラフープ編」（2016年10月 -）